# Adam Yates
Adam Yates (født 7. august 1992 i Bury) er en britisk landevejscykelrytter. Han kører for UCI World Tour-holdet UAE Team Emirates XRG. Han blev professionel i 2014. Hans tvillingebror, Simon Yates, er også en professionel cykelrytter. Han er ikke i familie med tidligere cykelrytter Sean Yates.

## Resultater (landevej)
2013
2. plads samlet, Tour de l'Avenir
2014
Samlet og 6. etape, Tyrkiet Rundt
GP Industria & Artigianato di Larciano
2015
Clásica de San Sebastián
2016
Ungdomskonkurrencen, Tour de France
2017
GP Industria & Artigianato di Larciano
2018
5. etape, Tirreno-Adriatico
7. etape, Critérium du Dauphiné
2019
4. etape, Volta a la Comunitat Valenciana
3. etape, Catalonien Rundt
6. etape, Baskerlandet Rundt
2020
Samlet og 3. etape, UAE Tour
2021
Samlet og 3. etape, Catalonien Rundt
2022
Samlet og 3. etape, Deutschland Tour
2023
7. etape, UAE Tour
Samlet og 4. etape, Romandiet Rundt
1. etape, Tour de France